# 5219 Zemka
5219 Zemka este un asteroid din centura principală de asteroizi.

## Descriere
5219 Zemka este un asteroid din centura principală de asteroizi. A fost descoperit pe 2 aprilie 1976 la Observatorul de Astrofizică din Crimeea de Nikolai Cernîh. El prezintă o orbită caracterizată de o semiaxă mare de 3,20 ua, o excentricitate de 0,13 și o înclinație de 2,0° în raport cu ecliptica.